# Konrad Laimer
Konrad Laimer (sinh ngày 27 tháng 5 năm 1997) là cầu thủ bóng đá chuyên nghiệp người Áo đang thi đấu ở vị trí tiền vệ trung tâm cho câu lạc bộ Bayern Munchen và đội tuyển quốc gia Áo.

## Sự nghiệp tại câu lạc bộ

### Red Bull Salzburg
Laimer gắn bó với học viện đào tạo trẻ của FC Red Bull Salzburg từ năm 10 tuổi. Mùa hè năm 2014, anh chuyển đến đội bóng giải hạng nhì Liefering, đội bóng vệ tinh của Salzburg, có trận ra mắt ngày 1 tháng 8 gặp SC Austria Lustenau và nhanh chóng được gọi trở lại Salzburg ngay trong tháng 9. Ngày 28 tháng 9 năm 2014, anh có trận đấu đầu tiên cho Red Bull Salzburg khi vào sân thay người ở phút bù giờ trận gặp SK Rapid Wien. Anh trở thành người đứng thứ hai trong danh sách các cầu thủ trẻ nhất có trận ra mắt tại Giải bóng đá vô địch quốc gia Áo ở 17 tuổi, 4 tháng và 1 ngày. Anh có 11 trận trong mùa giải đầu tiên cho Salzburg, trong đó có 8 trận tại Giải bóng đá vô địch quốc gia Áo và 3 trận tại UEFA Europa League.
Trong mùa giải 2016-17, anh thi đấu cho Red Bull Salzburg tổng cộng 43 trận và ghi được 4 bàn thắng. Anh đạt được danh hiệu cá nhân Cầu thủ xuất sắc nhất mùa giải 2016-17 của Giải bóng đá vô địch quốc gia Áo trước khi rời Salzburg để đến RB Leipzig sau 77 trận cho Salzburg và có cùng đội bóng này sáu danh hiệu vô địch quốc nội trong ba năm liên tiếp.

### RB Leipzig
Ngày 30 tháng 6 năm 2017, Laimer chuyển đến Đức thi đấu cho RB Leipzig với bản hợp đồng có thời hạn 4 năm cùng phí chuyển nhượng không được tiết lộ.
Ngày 23 tháng 10 năm 2019, anh ghi bàn gỡ hòa 1-1 trong chiến thắng 2-1 trước Zenit Saint Petersburg tại lượt trận thứ ba bảng G UEFA Champions League 2019–20. Đây cũng là bàn thắng đầu tiên của anh tại đấu trường này. Một tuần sau đó, Laimer là một trong bốn cầu thủ của Leipzig lập công trong trận thắng hủy diệt VfL Wolfsburg 6-1 tại Cúp bóng đá Đức. Ngày 23 tháng 11, anh có bàn thắng đầu tiên tại Bundesliga 2019-20 trong cuộc đối đầu với Köln và là bàn thắng nâng tỉ số lên 3-0 trong chiến thắng 4-1 chung cuộc.
Laimer là người mở đầu cho cuộc lội ngược dòng trước Augsburg ngày 21 tháng 12 năm 2019 để giúp RB Leipzig trở thành câu lạc bộ đầu tiên thuộc Đông Đức cũ dẫn đầu Bundesliga vào kỳ nghỉ mùa đông. Tháng 2 năm 2020, anh gia hạn hợp đồng với Leipzig đến 2023. Kết thúc mùa giải 2019-20, Laimer có tổng cộng 4 bàn thắng và 7 kiến tạo sau 42 lần ra sân cho RB Leipzig, và có 3,1 pha tắc bóng bình quân mỗi trận ở Bundesliga 2019-20, nhiều hơn bất kỳ tiền vệ nào khác của giải này.
Tháng 9 năm 2020, Laimer phải trải qua cuộc phẫu thuật về vấn đề đầu gối và điều này khiến anh hầu như bỏ lỡ mùa giải 2020-21 với chỉ ba lần ra sân tại Bundesliga 2020-21.
Ngày 11 tháng 9 năm 2021, trong trận đấu giữa RB Leipzig và Bayern München tại vòng 4 Bundesliga 2021-22, RB Leipzig có được bàn thắng thu hẹp cách biệt khi Laimer tung cú sút trái phá tung nóc lưới Manuel Neuer từ gần 30m. Đó cũng là tất cả những gì mà Leipzig làm được ở trận thua 4-1 này.
Bayern Munich
Vào ngày 9 tháng 6 năm 2023, Bayern Munich đã thông báo rằng họ đã ký hợp đồng với Laimer theo dạng chuyển nhượng tự do có thời hạn đến ngày 30 tháng 6 năm 2027.
Vào ngày 8 tháng 8 năm 2023, Laimer đã thay đổi số áo của mình tại Bayern Munich từ số 24 sang số 27 yêu thích của mình khi cầu thủ trước đó sở hữu số áo này là Yann Sommer đã rời câu lạc bộ.

## Sự nghiệp đội tuyển quốc gia
Ngày 7 tháng 6 năm 2019, Laimer có lần đầu tiên ra sân cho Đội tuyển bóng đá quốc gia Áo khi được đá chính trận đấu vòng loại Euro 2020 với Slovenia.
Laimer là một trong 26 cầu thủ Áo được triệu tập tham dự Euro 2020. Trong trận đấu mở màn bảng C với Bắc Macedonia, Laimer là người đã có pha kiến tạo cho Marko Arnautović ghi bàn ấn định chiến thắng 3-1 cho đội tuyển Áo. Đây cũng là trận thắng đầu tiên của đội tuyển Áo tại Giải vô địch bóng đá châu Âu sau ba lần tham dự giải. Anh được ra sân ngay từ đầu trong cả 4 trận đấu của đội tuyển Áo tại giải đấu này.

### Bàn thắng quốc tế
Bàn thắng và kết quả của Áo được để trước.
| #  | Ngày                 | Địa điểm                                          | Đối thủ        | Bàn thắng | Kết quả | Giải đấu                      |
| -- | -------------------- | ------------------------------------------------- | -------------- | --------- | ------- | ----------------------------- |
| 1. | 6 tháng 9 năm 2019   | Sân vận động Wals-Siezenheim, Wals-Siezenheim, Áo | Latvia         | 5–0       | 6–0     | Vòng loại UEFA Euro 2020      |
| 2. | 9 tháng 10 năm 2021  | Tórsvøllur, Tórshavn, Quần đảo Faroe              | Quần đảo Faroe | 1–0       | 2–0     | Vòng loại FIFA World Cup 2022 |
| 3. | 13 tháng 10 năm 2023 | Sân vận động Ernst Happel, Viên, Áo               | Bỉ             | 1–3       | 2–3     | Vòng loại UEFA Euro 2024      |
| 4. | 16 tháng 11 năm 2023 | Sân vận động Lilleküla, Tallinn, Estonia          | Estonia        | 1–0       | 2–0     | Vòng loại UEFA Euro 2024      |

## Danh hiệu
Red Bull Salzburg
- Austrian Football Bundesliga: 2014–15, 2015–16, 2016–17
- Austrian Cup: 2014–15, 2015–16, 2016–17

#### RB Leipzig
- DFB-Pokal: 2021–22, 2022–23

#### Bayern Munich
- Bundesliga: 2024–25[21]
- Franz Beckenbauer Supercup: 2025[22]